# Polina (komiks)
Polina – francuski komiks autorstwa Bastiena Vivèsa, opublikowany w 2011 przez wydawnictwo Casterman. Polskie tłumaczenie ukazało się w 2015 nakładem wydawnictwa Timof i cisi wspólnicy.

## Fabuła
Polina Ulinowa to młoda rosyjska tancerka. Jej kariera zaprezentowana jest od czasu nauki w szkole baletowej aż po lata uznania na Zachodzie. Pierwszym i najważniejszym nauczycielem Poliny jest Nikita Bożyński, jednak we wczesnej młodości tancerka oddala się od swojego mistrza, poszukując innych niż klasyczne form ekspresji. Polina dołącza do awangardowych grup tanecznych, stara się odnaleźć równowagę między indywidualizmem a potrzebą dotarcia do szerokiej rzeszy widzów. Odnosi sukcesy, nie zapomina jednak o wpojonych jej przez Bożyńskiego zasadach klasycznego tańca. Postanawia spotkać się z idealizowanym przez siebie Bożyńskim i zaprosić go do współpracy. Okazuje się, że starzejący się profesor przez lata – nie dając tego po sobie poznać – z fascynacją obserwował karierę Poliny. Ich spotkanie zaowocuje po raz kolejny lekcją dla młodej tancerki: choć nie uda się jej przekonać Bożyńskiego do wspólnego projektu, zapamięta ona słowa nauczyciela: "Dotarcie jak najwyżej niczemu nie służy, jeśli nie masz czasu na kontemplację".  

## Nagrody i wyróżnienia
Polina została przyjęta przez krytykę z dużym uznaniem – doceniono zarówno walory graficzne czarno-białej opowieści, jak i scenariusz historii o dorastaniu i trudach osiągania wielkości w sztuce. Komiks otrzymał m.in. główną nagrodę Francuskiego Stowarzyszenia Krytyków i Dziennikarzy Komiksowych. We Francji Polina spotkała się też z sukcesem wydawniczym – sprzedanych zostało ponad 40 000 egzemplarzy komiksu.

## Ekranizacja
W 2016 miała miejsce premiera francuskiej ekranizacji komiksu zatytułowana Polina, dancer sa vie w reżyserii Angelina Preljocaja.